# 莱辛顿大道
萊辛頓大道（英語：Lexington Avenue，當地人常稱為Lex）是美国纽约州紐約市曼哈頓東區的一條道路，北起東131街，南至東21街的格拉梅西公園（Gramercy Park），是一條僅能由北至南行駛的單行道。全長8.9 km，跨越110個街區，經過哈林區、卡內基丘（Carnegie Hill）、上東城、中城和莫瑞丘（Murray Hill）到以格拉梅西公園為中心的起點。在格拉梅西公園以南，軸線延續為歐文廣場（Irving Place）到東14街。
好萊塢傳奇巨星瑪麗蓮·夢露（Marilyn Monroe）在電影《七年之癢》（The Seven Year Itch）最經典連身裙走光一幕便是站在此條大街的地鐵通風口。
萊辛頓大道建成於1836年，以美國獨立戰爭中的萊克星頓戰役命名，並不屬於1811年委員會計畫格狀街道的一部份。

## 外部連結
- A short history of Lexington Avenue